# Tennessee Titans
De Tennessee Titans (of simpelweg de Titans) is een professioneel American footballteam uit Nashville (Tennessee). Ze komen uit in de zuiddivisie van de American Football Conference (AFC), wat onderdeel is van de National Football League (NFL).

## Geschiedenis

### Houston Oilers
Het team begon in 1960 met spelen in de American Football League (AFL) onder de naam Houston Oilers in Houston, Texas. De competitie had vijf teams in het westen van het land en drie in het noordoosten. Om tot twee gelijke divisies te komen, werden de Oilers (het meest oostelijke van de westelijke teams) in de Oostdivisie geplaatst, samen met de Boston Patriots, de Buffalo Bills en de New York Titans.
In de eerste jaren waren de Oilers het beste team in hun divisie en plaatsten zich daardoor voor de strijd om het AFL-kampioenschap. In hun eerste seizoen versloegen ze de Los Angeles Chargers in die finale met 24–16 en werden zo de eerste kampioen van de competitie. Een jaar later wisten ze hun titel te verdedigen, door de Chargers (die nu verhuisd waren naar San Diego) wederom te verslaan, ditmaal met 10–3. In 1962 speelden ze tegen het andere AFL-team uit Texas, de Dallas Texans. In de langste finale (AFL of NFL) die tot op heden is gespeeld – de wedstrijd duurde 78 minuten - verloren de Oilers hun titel na verlenging (17–20). Na vier magere jaren speelden de Oilers in 1967 voor de vierde keer om de titel. Een zege zou het team voor het eerst naar de (vorig jaar opgerichte) Super Bowl brengen, maar de Oakland Raiders waren met 40–7 veel sterker.
In 1970 fuseerden de AFL en de NFL. Hoewel de meeste voormalige AFL-teams bij elkaar in de divisie bleven, kwamen de Oilers in de AFC Central, samen met de Cincinnati Bengals (uit de Westdivisie van de AFL), de Cleveland Browns en de Pittsburgh Steelers (die voor de fusie al in de NFL speelden). De eerste jaren presteerden de Oilers niet al te best; pas in hun zesde seizoen in 1975 wisten ze een winning record (meer zeges dan nederlagen) neer te zetten. In 1978 mochten ze voor het eerst meedoen aan de play-offs en na uitzeges bij de Miami Dolphins en de New England Patriots stonden ze voor het eerst in de AFC Championship Game. De derde uitwedstrijd, tegen divisiegenoot Pittsburgh Steelers was er echter te veel aan. Een jaar later haalden de Oilers wederom de play-offs en speelden ze – na zeges op de Denver Broncos en de San Diego Chargers – wederom in de AFC-finale. Ook dit keer waren de Steelers de opponent en ook dit keer trokken de Oilers aan het kortste eind. In 1980 plaatste het team zich voor de derde maal op rij voor de play-offs, ook dit keer als wild-card (een team dat hun divisie niet won). Ditmaal verloren ze echter direct hun eerste play-off-wedstrijd.
De daaropvolgende zes jaar haalden de Oilers telkens een losing record (meer nederlagen dan zeges) en in die periode verloren ze meer dan driekwart van hun wedstrijden. In 1987 wisten ze zich (wederom als wild-card) weer te plaatsen voor de play-offs. Ook de drie jaar daarop haalden ze de play-offs met een wild-card, maar de AFC-finale werd niet gehaald. In 1991 wonnen de Oilers een divisie-titel. Het was voor het eerst sinds ze tot de NFL toetraden, dat ze hun divisie wisten te winnen, maar ook dit keer haalden ze de AFC-finale niet. Ook in 1992 (wild-card) en 1993 (tweede divisie-titel) kwalificeerden de Oilers zich voor de play-offs. Met zeven play-offdeelnames op rij schaarde het team zich in een illuster rijtje, want op dat moment waren er maar vier andere teams die daarin waren geslaagd. In 1993 waren ze zelfs een van de drie teams in de NFL met de beste balans (twaalf zeges en vier nederlagen). Ze kregen (voor het eerst) een vrijstelling voor de eerste ronde, maar verloren vervolgens van de Kansas City Chiefs.

### Vertrek uit Houston
Bud Adams, de eigenaar van de Oilers wilde intussen een nieuw stadion voor zijn team. De gemeente weigerde hier echter aan mee te werken, aangezien het stadion een decennium geleden nog was gerenoveerd. Adams onderzocht of hij zijn team kon verhuizen en na het seizoen 1995/1996 kondigde hij aan dat zijn team vanaf 1998 in Nashville, Tennessee zou spelen. De tussenliggende twee jaar zou het team nog in Houston blijven, omdat er in Nashville nog geen geschikt stadion was. De Houstonianen waren hier niet content mee en de toeschouwersaantallen werden nog lager: hadden de Oilers in 1994 (toen ze slechts twee duels wonnen) nog een gemiddeld aantal toeschouwers van rond de 44.000, twee seizoenen later (toen ze acht duels wonnen) was dat naar 32.000 gezakt. Hun laatste thuisduel, tegen de Cincinnati Bengals, trok een schamele 15.000 fans. Tijdens een wedstrijd tegen de Pittsburgh Steelers – waarin de Oilers een 9–13 achterstand ombogen in een zege met 23–13 – werd de slotfase van de wedstrijd niet uitgezonden op de lokale radio, omdat er later die middag een basketbalwedstrijd van de Rockets op het programma stond. Door dit echec besloot Adams om zijn team een seizoen eerder te verhuizen en de naam werd omgedoopt in Tennessee Oilers. Omdat het nieuwe stadion nog steeds niet klaar was en het grootste stadion in Nashville (het stadion van de Vanderbilt University) te klein zou zijn, zouden de Oilers in de twee volgende jaren in Memphis spelen. Deze opmerkelijke constructie was impopulair bij football-fans in beide steden; Memphis had in het verleden zonder succes geprobeerd om een NFL-team te krijgen en de football-fans daar stonden niet te trappelen om een team te steunen dat over twee jaar alweer zou vertrekken. In Nashville waren de meeste fans op hun beurt niet bereid om helemaal naar Memphis te reizen (meer dan 300 kilometer) om het team te zien spelen. Het gevolg was dat de stadionbezetting van de Oilers nog lager was dan tijdens hun laatste seizoen in Houston; alleen tijdens de laatste wedstrijd was het stadion voor meer dan de helft gevuld.

### Eerste jaren in Nashville
Door de lage toeschouwersaantallen in Memphis besloten de Oilers om toch eerder naar Nashville te vertrekken. In 1998 speelden ze alsnog in het stadion van Vanderbilt, dat tijdens de meeste wedstrijden goed vol zat. Ondanks dat de Oilers in drie jaar evenzoveel thuisstadions hadden gehad, was er sportief wel sprake van continuïteit, want voor het derde seizoen op rij haalden ze acht zeges en acht nederlagen. Toen het team een jaar later eindelijk hun stadion, het Adelphia Coliseum konden betreden, ging dat gepaard met een rebranding van het team. Naast een nieuw logo en nieuwe kleuren werd ook de naam veranderd in Tennessee Titans. Dit eerste seizoen onder de nieuwe naam bleek ook hun beste seizoen in de NFL te worden. Hoewel de Titans maar drie duels verloren, eindigden ze slechts als tweede in hun divisie (de nummer een, de Jacksonville Jaguars verloren slechts twee duels: beide ontmoetingen met de Titans). Hun goede score gaf de Titans wel recht op een wild-card en in de eerste ronde werden de Buffalo Bills verslagen. Die overwinning kwam na een spannende slotfase: de Titans hadden het grootste deel van de wedstrijd op voorsprong gestaan, maar de Bills kwamen met zestien seconden op de klok op voorsprong (15–16). Ondanks dat de tijd bijna op was, wist wide receiver Kevin Dyson na de hervatting van het spel een loopactie te maken over 75 yards (bijna 70 meter) en met een touchdown alsnog de zege binnen te slepen voor de Titans. De slotfase van dit duel staat ook wel bekend als het Music City Miracle. Na een tweede play-offzege op de Indianapolis Colts stond het team voor het eerst sinds 1979 in de AFC-finale. In die wedstrijd stonden ze weer tegenover de Jaguars, maar Tennessee liet zien dat het geen toeval was dat de vorige twee ontmoetingen in hun voordeel waren beslecht: in de rust stonden ze weliswaar nipt achter, maar dankzij een tussensprint in het derde kwart wonnen de Titans met 14–33 en mochten ze voor het eerst naar de Super Bowl. In die wedstrijd waren de St. Louis Rams de tegenstander. De Titans hadden de Rams – een team dat eveneens kortgeleden was verhuisd – in het reguliere seizoen nog verslagen, maar ditmaal waren de rollen omgedraaid. De eerste helft speelden beide ploegen erg verdedigend (halverwege stonden de Rams met 9–0 voor dankzij drie fieldgoals) en na het derde kwart hadden de Rams een voorsprong van tien punten (beide ploegen scoorden een touchdown, maar enkel de Rams slaagden in hun conversie). In het laatste kwart trokken de Titans de stand eventjes gelijk, maar in de slotfase stonden de Rams alsnog zeven punten voor. Met nog zes tellen op de klok had Tennessee de kans om er een verlenging uit te slepen, want ze stonden op slechts tien yard (ongeveer negen meter) van de vijandige end zone. De bal werd volgens plan naar Kevin Dyson gegooid, maar die slaagde er niet in om een touchdown te maken: op één yard van de end zone werd hij getackeld door Mike Jones, een linebacker van de Rams, die hierdoor de overwinning voor de Rams veiligstelde. Deze tackle staat ook wel bekend als simpelweg The Tackle.

### 2000–2014
In 2002 kwamen er in de NFL twee divisies bij (een in de AFC en een in de NFC). Eerst waren er 31 teams verdeeld over zes divisies (enkel de AFC Central, waar de Titans speelden, had zes i.p.v. vijf ploegen). Met de komst van een nieuw team in Houston, de Houston Texans, werd dit gewijzigd in acht divisies van vier teams. De Titans en de Jacksonville Jaguars werden samen met het nieuwe team en de Indianapolis Colts in de nieuwe AFC South geplaatst. In het eerste jaar van de nieuwe competitiestructuur wonnen de Titans direct hun divisie en kregen ook nog een vrijstelling voor de eerste ronde. Een week later troffen ze de Pittsburgh Steelers en in een spannende wedstrijd trokken de Titans uiteindelijk na verlenging aan het langste eind. De AFC-finale tegen de Oakland Raiders ging daarna echter verloren, waardoor de Titans geen tweede keer mochten meedoen aan de Super Bowl.
Wist Tennessee in 2002 direct de AFC South te winnen, de acht daaropvolgende jaren wonnen ze maar één keer de divisie-titel (de andere keren wonnen de Colts telkens). Daarnaast haalden ze nog twee keer de play-offs op een wild-card. In die laatste drie deelnames wisten ze echter maar een wedstrijd te winnen. Sinds 2009 wisten de Titans de play-offs niet meer te halen, al waren ze in 2011 erg dichtbij (ze misten een wild-card omdat ze de onderlinge wedstrijd met de Cincinnati Bengals – die dus de laatste wild-card kregen – verloren). In 2013 overleed clubeigenaar Bud Adams, die het team sinds de oprichting bezat. Een jaar later behaalde het team het slechtste resultaat in twintig jaar (toen ze nog in Houston speelden).

### 2015-heden
Als gevolg van het dramatische seizoen in 2014, mochten de Titans als tweede kiezen in de 2015 NFL Draft. Hierbij selecteerden zij quarterback Marcus Mariota. Als rookie verbrak hij meerdere franchiserecords. Tennessee eindigde alsnog met het slechtste win-verlies ratio van de NFL en mocht daardoor als eerste kiezen in de 2016 NFL Draft. In de free agency-periode na afloop van het seizoen, trok Tennessee een grote naam aan in running back DeMarco Murray van de Philadelphia Eagles. Hiervoor ruilden zij een vierderondeselectie. Verder werden wide receiver Rashard Matthews, center Ben Jones en safety Rishard Johnson toegevoegd aan de selectie.

## Stadion
De eerste vier jaar in Houston speelde het team in het Jeppesen Stadium en van 1965 tot 1967 was het Rice Stadium hun thuisbasis. Van 1968 tot hun vertrek naar Tennessee speelden ze in het Houston Astrodome.
In Memphis (1997) speelden de Tennessee Oilers in het Liberty Bowl Memorial Stadium en hun eerste jaar in Nashville speelden ze in het Vanderbilt Stadium. In 1999 – toen het team ook de naam veranderde naar Titans - trokken ze in het Adelphia Coliseum (nu LP Field), waar ze nu nog steeds spelen.

## Naam
De Houston Oilers kregen die naam vanwege de olie-industrie in Houston. Toen het team verhuisde naar Tennessee droegen ze eerst nog de naam Tennessee Oilers maar na twee jaar werd er een wedstrijd georganiseerd om het team een nieuwe naam te geven. De winnende inzending, Titans, werd volgens eigenaar Bud Adams gekozen omdat het voor "kracht, leiderschap en andere heroïsche eigenschappen" stond. De naam verwijst ook naar de bijnaam Athene van het zuiden, een van de bijnamen van de stad Nashville. De Titans waren niet het eerste team met die naam; de New York Jets heetten in hun eerste drie jaar nog New York Titans.

## Resultaten
| Seizoen          | Competitie     | Conf           | Div            | Regulier seizoen | Regulier seizoen | Regulier seizoen | Regulier seizoen | Regulier seizoen | Play-offs                | Play-offs                   | Play-offs         | Play-offs      |
| Seizoen          | Competitie     | Conf           | Div            | Plek             | W                | G                | V                | Pct              | Wild Card                | Divisional Playoff          | Championship      | Super Bowl     |
| Houston Oilers   | Houston Oilers | Houston Oilers | Houston Oilers | Houston Oilers   | Houston Oilers   | Houston Oilers   | Houston Oilers   | Houston Oilers   | Houston Oilers           | Houston Oilers              | Houston Oilers    | Houston Oilers |
| ---------------- | -------------- | -------------- | -------------- | ---------------- | ---------------- | ---------------- | ---------------- | ---------------- | ------------------------ | --------------------------- | ----------------- | -------------- |
| 1960             | AFL            | AFL            | East           | 1e               | 10               | 0                | 4                | 0,714            |                          | [ 9 ]                       | 24–16 v. Chargers |                |
| 1961             | AFL            | AFL            | East           | 1e               | 10               | 1                | 3                | 0,750            | [ 9 ]                    | 3–10 @ Chargers             |                   |                |
| 1962             | AFL            | AFL            | East           | 1e               | 11               | 0                | 3                | 0,786            | [ 9 ]                    | 17–20 (n.v.) v. Dal. Texans |                   |                |
| 1963             | AFL            | AFL            | East           | 3e               | 6                | 0                | 8                | 0,429            |                          |                             |                   |                |
| 1964             | AFL            | AFL            | East           | 4e               | 4                | 0                | 10               | 0,286            |                          |                             |                   |                |
| 1965             | AFL            | AFL            | East           | 4e               | 4                | 0                | 10               | 0,286            |                          |                             |                   |                |
| 1966             | AFL            | AFL            | East           | =4e              | 3                | 0                | 11               | 0,214            |                          |                             |                   |                |
| 1967             | AFL            | AFL            | East           | 1e               | 9                | 1                | 4                | 0,679            | [ 9 ]                    | 40–7 @ Raiders              |                   |                |
| 1968             | AFL            | AFL            | East           | 2e               | 7                | 0                | 7                | 0,500            |                          |                             |                   |                |
| 1969             | AFL            | AFL            | East           | 2e               | 6                | 2                | 6                | 0,500            | 56–7 @ Raiders           |                             |                   |                |
| AFL-NFL merger   |                |                |                |                  |                  |                  |                  |                  |                          |                             |                   |                |
| 1970             | NFL            | AFC            | Central        | 4e               | 3                | 1                | 10               | 0,250            |                          |                             |                   |                |
| 1971             | NFL            | AFC            | Central        | 3e               | 4                | 1                | 9                | 0,321            |                          |                             |                   |                |
| 1972             | NFL            | AFC            | Central        | 4e               | 1                | 0                | 13               | 0,071            |                          |                             |                   |                |
| 1973             | NFL            | AFC            | Central        | 4e               | 1                | 0                | 13               | 0,071            |                          |                             |                   |                |
| 1974             | NFL            | AFC            | Central        | 2e               | 7                | 0                | 7                | 0,500            |                          |                             |                   |                |
| 1975             | NFL            | AFC            | Central        | 3e               | 10               | 0                | 4                | 0,714            |                          |                             |                   |                |
| 1976             | NFL            | AFC            | Central        | 4e               | 5                | 0                | 9                | 0,357            |                          |                             |                   |                |
| 1977             | NFL            | AFC            | Central        | 3e               | 8                | 0                | 6                | 0,571            |                          |                             |                   |                |
| 1978             | NFL            | AFC            | Central        | 2e               | 10               | 0                | 6                | 0,625            | 9–17 @ Dolphins          | 14–31 @ Patriots            | 34–5 @ Steelers   |                |
| 1979             | NFL            | AFC            | Central        | 2e               | 11               | 0                | 5                | 0,688            | 13–7 v. Broncos          | 14–17 @ Chargers            | 27–13 @ Steelers  |                |
| 1980             | NFL            | AFC            | Central        | 2e               | 11               | 0                | 5                | 0,688            | 27–7 @ Raiders           |                             |                   |                |
| 1981             | NFL            | AFC            | Central        | 3e               | 7                | 0                | 9                | 0,438            |                          |                             |                   |                |
| 1982             | NFL            | AFC            | AFC            | 13e              | 1                | 0                | 8                | 0,111            |                          |                             |                   |                |
| 1983             | NFL            | AFC            | Central        | 4e               | 2                | 0                | 14               | 0,125            |                          |                             |                   |                |
| 1984             | NFL            | AFC            | Central        | 4e               | 3                | 0                | 13               | 0,188            |                          |                             |                   |                |
| 1985             | NFL            | AFC            | Central        | 4e               | 5                | 0                | 11               | 0,313            |                          |                             |                   |                |
| 1986             | NFL            | AFC            | Central        | 4e               | 5                | 0                | 11               | 0,313            |                          |                             |                   |                |
| 1987             | NFL            | AFC            | Central        | 2e               | 9                | 0                | 6                | 0,600            | 23–20 (n.v.) v. Seahawks | 34–10 @ Broncos             |                   |                |
| 1988             | NFL            | AFC            | Central        | 3e               | 10               | 0                | 6                | 0,625            | 23–24 @ Browns           | 17–10 @ Bills               |                   |                |
| 1989             | NFL            | AFC            | Central        | 2e               | 9                | 0                | 7                | 0,563            | 23–26 (n.v.) v. Steelers |                             |                   |                |
| 1990             | NFL            | AFC            | Central        | 2e               | 9                | 0                | 7                | 0,563            | 41–14 @ Bengals          |                             |                   |                |
| 1991             | NFL            | AFC            | Central        | 1e               | 11               | 0                | 5                | 0,688            | 17–10 v. Jets            | 26–24 @ Broncos             |                   |                |
| 1992             | NFL            | AFC            | Central        | 2e               | 10               | 0                | 6                | 0,625            | 41–38 (n.v.) @ Bills     |                             |                   |                |
| 1993             | NFL            | AFC            | Central        | 1e               | 12               | 0                | 4                | 0,750            | Vriijstelling            | 20–28 v. Chiefs             |                   |                |
| 1994             | NFL            | AFC            | Central        | 4e               | 2                | 0                | 14               | 0,125            |                          |                             |                   |                |
| 1995             | NFL            | AFC            | Central        | 3e               | 7                | 0                | 9                | 0,438            |                          |                             |                   |                |
| 1996             | NFL            | AFC            | Central        | 4e               | 8                | 0                | 8                | 0,500            |                          |                             |                   |                |
| Tennessee Oilers |                |                |                |                  |                  |                  |                  |                  |                          |                             |                   |                |
| 1997             | NFL            | AFC            | Central        | 3e               | 8                | 0                | 8                | 0,500            |                          |                             |                   |                |
| 1998             | NFL            | AFC            | Central        | 2e               | 8                | 0                | 8                | 0,500            |                          |                             |                   |                |
| Tennessee Titans |                |                |                |                  |                  |                  |                  |                  |                          |                             |                   |                |
| 1999             | NFL            | AFC            | Central        | 2e               | 13               | 0                | 3                | 0,813            | 22–16 v. Bills           | 16–19 @ Colts               | 14–33 @ Jaguars   | 16–23 v. Rams  |
| 2000             | NFL            | AFC            | Central        | 1e               | 13               | 0                | 3                | 0,813            | Vrijstelling             | 10–24 v. Ravens             |                   |                |
| 2001             | NFL            | AFC            | Central        | 4e               | 7                | 0                | 9                | 0,438            |                          |                             |                   |                |
| 2002             | NFL            | AFC            | South          | 1e               | 11               | 0                | 5                | 0,688            | Vrijstelling             | 34–31 (n.v.) v. Steelers    | 41–24 @ Raiders   |                |
| 2003             | NFL            | AFC            | South          | 2e               | 12               | 0                | 4                | 0,750            | 17–20 @ Ravens           | 17–14 @ Patriots            |                   |                |
| 2004             | NFL            | AFC            | South          | 4e               | 5                | 0                | 11               | 0,312            |                          |                             |                   |                |
| 2005             | NFL            | AFC            | South          | 3e               | 4                | 0                | 12               | 0,250            |                          |                             |                   |                |
| 2006             | NFL            | AFC            | South          | 2e               | 8                | 0                | 8                | 0,500            |                          |                             |                   |                |
| 2007             | NFL            | AFC            | South          | 3e               | 10               | 0                | 6                | 0,625            | 17–6 @ Chargers          |                             |                   |                |
| 2008             | NFL            | AFC            | South          | 1e               | 13               | 0                | 3                | 0,813            | Vrijstelling             | 10–13 v. Ravens             |                   |                |
| 2009             | NFL            | AFC            | South          | 3e               | 8                | 0                | 8                | 0,500            |                          |                             |                   |                |
| 2010             | NFL            | AFC            | South          | 4e               | 6                | 0                | 10               | 0,375            |                          |                             |                   |                |
| 2011             | NFL            | AFC            | South          | 2e               | 9                | 0                | 7                | 0,563            |                          |                             |                   |                |
| 2012             | NFL            | AFC            | South          | 3e               | 6                | 0                | 10               | 0,375            |                          |                             |                   |                |
| 2013             | NFL            | AFC            | South          | 2e               | 7                | 0                | 9                | 0,438            |                          |                             |                   |                |
| 2014             | NFL            | AFC            | South          | 4e               | 2                | 0                | 14               | 0,125            |                          |                             |                   |                |
| 2015             | NFL            | AFC            | South          | 4e               | 3                | 0                | 13               | 0,188            |                          |                             |                   |                |
| 2016             | NFL            | AFC            | South          | 2e               | 9                | 0                | 7                | 0,563            |                          |                             |                   |                |
| 2017             | NFL            | AFC            | South          | 2e               | 9                | 0                | 7                | 0,563            | 21–22 @ Chiefs           | 35–14 @ Patriots            |                   |                |
| 2018             | NFL            | AFC            | South          | 3e               | 9                | 0                | 7                | 0,563            |                          |                             |                   |                |
| 2019             | NFL            | AFC            | South          | 2e               | 9                | 0                | 7                | 0,563            | 13–20 @ Patriots         | 12–28 @ Ravens              | 35–24 @ Chiefs    |                |
| 2020             | NFL            | AFC            | South          | 1e               | 11               | 0                | 5                | 0,688            | 13–20 v. Ravens          |                             |                   |                |
| 2021             | NFL            | AFC            | South          | 1e               | 12               | 0                | 5                | 0,706            | Vrijstelling             | 16–19 v. Bengals            |                   |                |
| 2022             | NFL            | AFC            | South          | 2e               | 7                | 0                | 10               | 0,412            |                          |                             |                   |                |
| 2023             | NFL            | AFC            | South          | 4e               | 6                | 0                | 11               | 0,353            |                          |                             |                   |                |
| 2024             | NFL            | AFC            | South          | 4e               | 3                | 0                | 14               | 0,176            |                          |                             |                   |                |

| Kleur of afkorting | Betekenis                    |
| ------------------ | ---------------------------- |
| Oranje             | Won AFL-titel voor 1970      |
| Rood               | Won Conference-titel         |
| Groen              | Won divisie                  |
| Licht groen        | Geplaatst voor play-offs     |
| =1e, =2e, etc.     | Plek ex aequo met ander team |
| Score v.           | Uitslag thuisduel            |
| Score @            | Uitslag uitduel              |

## Eregalerij
Conference-titels (1)
1999
AFL-titels (2)
1960, 1961
Divisie-titels (4+7)
1960, 1961, 1962, 1967, 1991, 1993, 2000, 2002, 2008, 2020, 2021
Deelnames play-offs (5+20)
1960, 1961, 1962, 1967, 1969, 1978, 1979, 1980, 1987, 1988, 1989, 1990, 1991, 1992, 1993, 1999, 2000, 2002, 2003, 2007
2008, 2017, 2019, 2020, 2021

## Rivaliteiten
Toen het team nog in Houston actief was, speelden ze regelmatig tegen de Dallas Cowboys om te bepalen wie het beste team van de staat was. Tegenwoordig hebben de Titans een hevige rivaliteit met het nieuwe team in Houston, de Houston Texans.

### Governor's Cup
In 1965 hadden de Houston Oilers (AFL) en de Dallas Cowboys (NFL) dezelfde speler gedraft. Uiteindelijk spraken beide ploegen af dat de Cowboys de speler zou krijgen, maar de Oilers zouden in ruil enkele spelers van de Cowboys krijgen, plus een financiële vergoeding. Daarnaast bepaalden de teams dat ze enkele oefenwedstrijden tegen elkaar zouden spelen. Toen de Oilers in 1970 ook lid werden van de NFL speelden de teams ook competitieduels tegen elkaar. In de jaren dat de teams in de competitie niet tegen elkaar moesten, speelden ze meestal een oefenwedstrijd. Na het vertrek van de Oilers werd er niet om deze officieuze prijs gespeeld totdat de Houston Texans actief werden. De laatste wedstrijd tussen de Oilers en de Cowboys, een oefenwedstrijd, werd in 1996 gespeeld in Miami. De Cowboys wonnen met 24–19 en brachten daarmee de 'eindstand' op 18–13 in hun voordeel.

### Rivaliteit met de Texans
De Tennessee Titans hebben een hevige rivaliteit met de Houston Texans, het nieuwe team in Houston. Sinds de Texans in 2002 begonnen te spelen in de NFL, hebben beide ploegen bij elkaar in de divisie gezeten. De eerste jaren (behalve 2004) trokken de Titans steeds aan het langste eind, maar sinds 2008 zijn de Texans aan een opmars bezig: van de eerste twaalf duels (2002–2007) wonnen de Titans er tien, maar uit de veertien daaropvolgende duels (2008–2014) hebben de Texans betere resultaten neergezet; de Titans wonnen sindsdien maar vijf wedstrijden. Tot op heden (2014) hebben de Titans een voorsprong van 15–11.
Dit overzicht geeft de ontmoetingen weer tussen de Titans en de Texans. Een gekleurde achtergrond geeft een zege aan voor de Titans.
| Seizoen | Winnaar in Houston (uitslag)  | Winnaar in Nashville (uitslag) | 'Tussenstand' |
| ------- | ----------------------------- | ------------------------------ | ------------- |
| 2002    | Tennessee Titans (13–3)       | Tennessee Titans (17–10)       | 2 – 0         |
| 2003    | Tennessee Titans (27–24)      | Tennessee Titans (38–17)       | 4 – 0         |
| 2004    | Houston Texans (31–21)        | Houston Texans (20–10)         | 4 – 2         |
| 2005    | Tennessee Titans (34–20)      | Tennessee Titans (13–10)       | 6 – 2         |
| 2006    | Tennessee Titans (26–20 n.v.) | Tennessee Titans (28–22)       | 8 – 2         |
| 2007    | Tennessee Titans (38–36)      | Tennessee Titans (31–28)       | 10 – 2        |
| 2008    | Houston Texans (13–12)        | Tennessee Titans (31–12)       | 11 – 3        |
| 2009    | Tennessee Titans (20–17)      | Houston Texans (34–31)         | 12 – 4        |
| 2010    | Houston Texans (20–0)         | Tennessee Titans (31–17)       | 13 – 5        |
| 2011    | Tennessee Titans (23–22)      | Houston Texans (41–7)          | 14 – 6        |
| 2012    | Houston Texans (38–14)        | Houston Texans (24–10)         | 14 – 8        |
| 2013    | Houston Texans (30–24 n.v.)   | Tennessee Titans (16–10)       | 15 – 9        |
| 2014    | Houston Texans (45–21)        | Houston Texans (30–16)         | 15 – 11       |
| 2015    | Houston Texans (20–6)         | Houston Texans (34–6)          | 15 – 13       |
| 2016    | Houston Texans (27–20)        | Tennessee Titans (24–17)       | 16 – 14       |
| 2017    | Houston Texans (57–14)        | Tennessee Titans (24–13)       | 17 – 15       |
| 2018    | Houston Texans (34–17)        | Tennessee Titans (20–17)       | 18 – 16       |
| 2019    | Tennessee Titans (35–14)      | Houston Texans (24–21)         | 19 - 17       |
| 2020    | Tennessee Titans (41–38)      | Tennessee Titans (42–36 n.v.)  | 21 – 17       |
| 2021    | Tennessee Titans (28–25)      | Houston Texans (22–13)         | 22 – 18       |
| 2022    | Tennessee Titans (17–10)      | Houston Texans (19–14)         | 23 – 19       |
| 2023    | Houston Texans (26–3)         | Houston Texans (19–16 n.v.)    | 23 – 21       |
| 2024    | Tennessee Titans (32–27)      | Houston Texans (23–14)         | 24 – 22       |